# Gaetano Varcasia
Gaetano Varcasia (Roma, 6 settembre 1959 – Roma, 10 novembre 2014) è stato un attore, doppiatore e regista teatrale italiano.

## Biografia
Laureatosi in lettere nel 1983, l'anno seguente assistette al "Laboratorio di Gigi Proietti" e contemporaneamente si diplomò al Corso professionale della Regione Lazio per attori-doppiatori gestito da Renato Izzo e dalla sua società, il Gruppo Trenta. Dopo il diploma, Varcasia entrò nella suddetta società in qualità di socio: vi sarebbe rimasto fino al 1995. Dal 1988 al 1995 fu la voce di Topolino, a partire da Chi ha incastrato Roger Rabbit e in seguito nei ridoppiaggi dei suoi cartoni classici. Tra il 1993 e il 1994 studiò canto insieme al soprano Elizabeth Aubry e nel 1996 frequentò uno stage di clown con Jango Edwards (con cui seguì un secondo incontro nel 2006) e nel 2000 uno di canto con Carl Anderson. Dal 1998 al 2002 insegnò dizione e impostazione della voce presso la scuola "L'arte del teatro".
Doppiò molti attori, tra i quali Robert Downey Jr., Christian Slater, Steve Buscemi, Ralph Fiennes, Woody Harrelson, David Schwimmer e Jet Li. Nel 2004 tradusse e diresse la pièce teatrale Coco Chanel di Alexander William Smith. Nella serie TV Scrubs - Medici ai primi ferri, andata in onda in Italia dal 2003 al 2010, fu il doppiatore di Ted Buckland, interpretato dall'attore Sam Lloyd. Doppiò l'attore Peter Jacobson in Dr. House - Medical Division dal 2007 al 2012. Dal 2011 al 2014 fu la voce italiana di Tyrion Lannister nella serie televisiva fantasy Il Trono di Spade: in precedenza aveva già doppiato l'attore nella commedia britannica Funeral Party di Frank Oz. Suo anche il doppiaggio di Timothy Hutton nel ruolo di Nathan Ford in Leverage - Consulenze illegali e di Bob Odenkirk, nel ruolo di Saul Goodman in Breaking Bad. Doppiò inoltre Alfonso Ribeiro in Willy, il principe di Bel-Air e sostituì le voci di alcuni personaggi dei videogiochi. Ha inoltre doppiato il personaggio di Phil Dunphy (Ty Burrell), nelle prime 5 stagioni della sitcom Modern Family.
È morto a Roma il 10 novembre 2014, a 55 anni, a causa di un tumore.

## Filmografia

### Cinema
- Le quattro porte del deserto, regia di Antonello Padovano (2003)
- Che bella giornata, regia di Gennaro Nunziante (2011)

### Televisione
- Club Sandwich (1985)
- Una lepre con la faccia di bambina (1988)
- Stazione di servizio – serie TV, 1 episodio (1989)
- Il maresciallo Rocca – serie TV, 1 episodio (1996)
- Lui e lei – serie TV (1999)
- San Paolo, regia di Roger Young – miniserie TV (2000)
- Carabinieri – serie TV, 1 episodio (2002)
- Camera Café – serie TV, 1 episodio (2003)
- La squadra – serie TV, 1 episodio (2006)
- Il capo dei capi, regia di Alexis Sweet – miniserie TV (2007)
- Distretto di Polizia – serie TV, 2 episodio (2001-2007)
- R.I.S. 4 - Delitti imperfetti – serie TV, episodio 4x12 (2008)
- Crimini bianchi – serie TV, 1 episodio (2008)

## Teatro
- Le anime morte, regia di Gigi Angelillo (1985)
- La parete di vetro, regia di Stefano De Sando (1985)
- Il nuovo inquilino (1985)
- La fanciulla da marito (1985)
- Salvo, regia di Gigi Angelillo (1986)
- La via crucis del venerdì santo (1986) - voce narrante
- I mediocri (1986)
- La leggenda di Parsifal (1986)
- Arsenico e vecchi merletti (1987-1992)
- La tela del ragno (1987-1992)
- Otto atti unici (1989)
- Erano tutti miei figli (1989)
- Il gabbiano (1990)
- Il mastino dei Baskerville (1990)
- '900 - Peccati d'Europa (1992)
- Fiat Lux (1993)
- Assolo per due soli (1994)
- John e Jerry, regia di Vittorio Amandola (1995)
- Keely e Du (1995)
- La sconcertante signora Savage, regia di Carlo Alighiero (1996)
- Il mio Boss, regia di Carlo Alighiero (1997)
- I mercoledì di Giocasta (1999)
- Cassandra (1999)
- Le luci di Aleri (2001-2002)

## Doppiaggio

### Cinema
- Jackie Earle Haley in Little Children, Shutter Island, Dark Shadows
- Linus Roache in Best, Prova a incastrarmi, Non-Stop
- Sean Lau in Overheard, Overheard 2, The White Storm
- David Arquette in Never Die Alone, The Darwin Awards
- Leland Orser in Io vi troverò, Taken - La vendetta
- Adrian Rawlins in Harry Potter e il calice di fuoco, Harry Potter e i Doni della Morte - Parte 2
- Irrfan Khan in Il destino nel nome - The Namesake, The Millionaire
- Shea Whigham in Fast & Furious - Solo parti originali, Fast & Furious 6
- Christian Slater in L'isola dell'ingiustizia - Alcatraz, In viaggio verso il mare
- Spike Lee in Fa' la cosa giusta, Jungle Fever
- Jordi Mollà in Son de mar, Le valigie di Tulse Luper - La storia di Moab
- Stefan Kurt in Quattro minuti, Mein Führer - La veramente vera verità su Adolf Hitler
- Mads Mikkelsen in Le mele di Adamo, Dopo il matrimonio
- Torkel Petersson in Jalla! Jalla!, Kops
- Dileep Rao in Drag Me to Hell, Inception
- Paul Reiser in Beverly Hills Cop - Un piedipiatti a Beverly Hills, Beverly Hills Cop II - Un piedipiatti a Beverly Hills II
- Barry Humphries in Lo Hobbit - Un viaggio inaspettato
- David Tennant in Fright Night - Il vampiro della porta accanto
- Ralph Fiennes in Skyfall
- Kent Harper in Surveillance
- Michael Wincott in Il siciliano
- Gerard Butler in Shattered - Gioco mortale
- Snoop Dogg in Soul Plane - Pazzi in aeroplano
- Alessandro Nivola in The Company
- Kevin Durand in Sono il Numero Quattro
- Mike Epps in Something New
- Seth Rogen in Le squillo della porta accanto
- Steve Buscemi in Barton Fink - È successo a Hollywood, Mister Hula Hoop
- Timothy Hutton in The Good Shepherd - L'ombra del potere
- Andy Dick in Il peggior allenatore del mondo
- Simon McBurney in L'ultimo re di Scozia
- Haing S. Ngor in Urla del silenzio
- David Dayan Fisher in Il mistero dei Templari
- Balàzs Mihàlyfi in Kontroll
- Warwick Davis in Willow
- Naveen Andrews in Il paziente inglese
- Robert Patrick in D-Tox
- David Boreanaz in Valentine - Appuntamento con la morte
- Jet Li in Amici x la morte
- Paul Francis in L'ultima alba
- Peter Dinklage in Funeral Party
- Richard T. Jones in In linea con l'assassino
- Simon Baker in Judas Kiss
- Justin Chambers in La terrazza sul lago
- Adrian Lester in As You Like It - Come vi piace
- John Hannah in L'ultima legione
- William Sadler in Kinsey
- Craig Kilborn in Shaggy Dog - Papà che abbaia... non morde
- Phillip Jarrett in The Day After Tomorrow - L'alba del giorno dopo
- David La Haye in Gioco di donna
- Donal Logue in Se solo fosse vero
- John Hawkes in Un gelido inverno
- Matthias Kreß in La chiave di Sara
- John Diehl in Un giorno di ordinaria follia
- Paul Calderón in Pulp Fiction
- David Otunga in The Call
- Sam Hazeldine in The Raven
- Woody Harrelson in Benvenuti a Zombieland
- Dean Scofield in Un genio per amico

### Film di animazione
- Topolino in Chi ha incastrato Roger Rabbit, Canto di Natale di Topolino, Il principe e il povero, Vita da star, Buon Natale dal Grillo Parlante, La storia di Paperino (2ª ediz.), Topolino e il cervello in fuga, In viaggio con Pippo
- Punch in Cowboy Bebop - Il film
- Hachiemon in Inuyasha the Movie - Il castello al di là dello specchio
- Sirlon in Pretty Cure Splash Star - Le leggendarie guerriere
- Ari Folman in Valzer con Bashir
- Anello Mancante in Mostri contro alieni
- Ivan "Rats" Krokovitch in Lupin III - Un diamante per sempre
- Douglas ne Nel paese delle creature selvagge
- Padre in Nat e il segreto di Eleonora
- Zio Henry ne Il magico mondo di Oz

### Serie televisive
- Peter Dinklage in Il Trono di Spade (st. 1-4)
- Timothy Hutton in Leverage - Consulenze illegali
- Peter Jacobson in Dr. House - Medical Division
- Bob Odenkirk in Breaking Bad
- Peter Krause in Dirty Sexy Money
- Ty Burrell in Modern Family (st. 1-5)
- Mark Damon Espinoza in Beverly Hills 90210
- Sam Lloyd in Scrubs - Medici ai primi ferri, Cougar Town
- Leon Robinson e Lance Reddick in Oz
- Hiro Kanagawa in Smallville
- Alfonso Ribeiro in Willy, il principe di Bel-Air
- Pua Magasiva in Power Rangers Ninja Storm
- Philippe Bas in Profiling
- John Hannah in Alias
- Lew Temple in The Walking Dead
- Curtis Armstrong in Supernatural (stagione 8)
- Christopher Heyerdahl in Sanctuary
- Željko Ivanek in Damages
- Jimmy Jean-Louis in Heroes
- Chris Vance in Prison Break
- Bill Mumy in Babylon 5
- Don McManus in Da un giorno all'altro
- Boby Huss in Carnivàle
- Hugh Dillon in Durham County
- Alex Carter in Veritas: The Quest
- John Pyper-Ferguson in Night Stalker
- Will Arnett in Arrested Development - Ti presento i miei

### Telenovelas
- Sebastián Miranda in La forza dell'amore
- Lorenzo Ciompi in Micaela

### Serie animate
- Topolino in alcuni cortometraggi Disney (dal 1988 al 1995)
- Anello Mancante in Mostri contro alieni
- Lenticchia in I Puffi
- Ciuffino (2^ voce) ne Gli Snorky
- Papà Griff in Stanley
- Marc Bolan in House of Rock
- Paolo Topolis in Coniglio Scompiglio
- Simon Cowell in I Simpson
- Kimik in Inuk
- James in Spike Team
- Dynasmon in Digimon Frontier
- Una voce narrante in Le favole di Andersen
- Azaka in Chi ha bisogno di Tenchi?
- Eijiro Sakurada in Terrestrial Defense Corp. Dai-Guard
- Ramenman e Hydrazoa in Ultimate Muscle
- Hatchi (2^ voce) in Inuyasha
- Girinma in Yes! Pretty Cure 5
- Punch in Cowboy Bebop

### Videogiochi
- Bianconiglio in Alice in Wonderland[2]
- Colonnello Caleb Isenberg in Lost Planet 3[3]
- Spettro in Destiny[4]